# الطريق الجهوية رقم 87 (تونس)
الطريق الجهوية رقم 87 أو ط ج 87 طريق ثانوية تونسية تبدأ من ولاية القيروان، وتصل بين الطريق الجهوية رقم 99 والطريق الجهوية رقم 82 في قصور الساف من ولاية المهدية.